# Negacionisme de la COVID-19

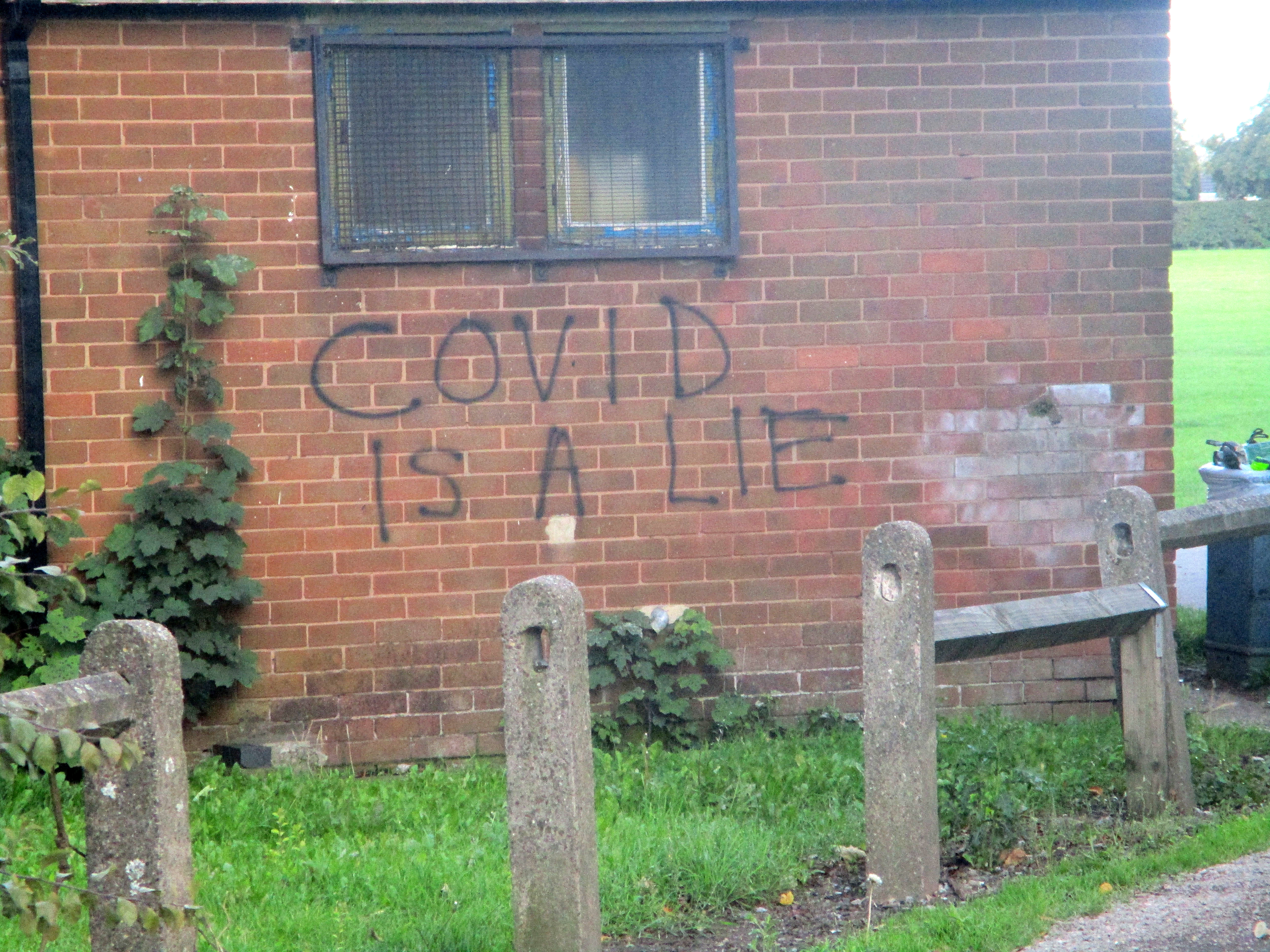
Grafit a Pontefract (Anglaterra) que afirma que «la COVID és una mentida»

El negacionisme de la COVID-19 és el pensament dels que neguen la veracitat de la pandèmia de la COVID-19 o, si més no, neguen que les morts es produeixin com o tant com assegura l'Organització Mundial de la Salut. Declarar que la pandèmia de la COVID-19 ha estat falsificada, exagerada o mal descrita és una manera de pensar pseudocientífica. Alguns famosos que han destacat com a negacionistes de la COVID-19 són Elon Musk, l'expresident estatunidenc Donald Trump, i l'expresident brasiler Jair Bolsonaro.